# Maison du Faucon (Wurtzbourg)
La Maison du Faucon (Falkenhaus ou Haus zum Falken) est un bâtiment de la ville historique de Wurtzbourg (Bavière, Allemagne).

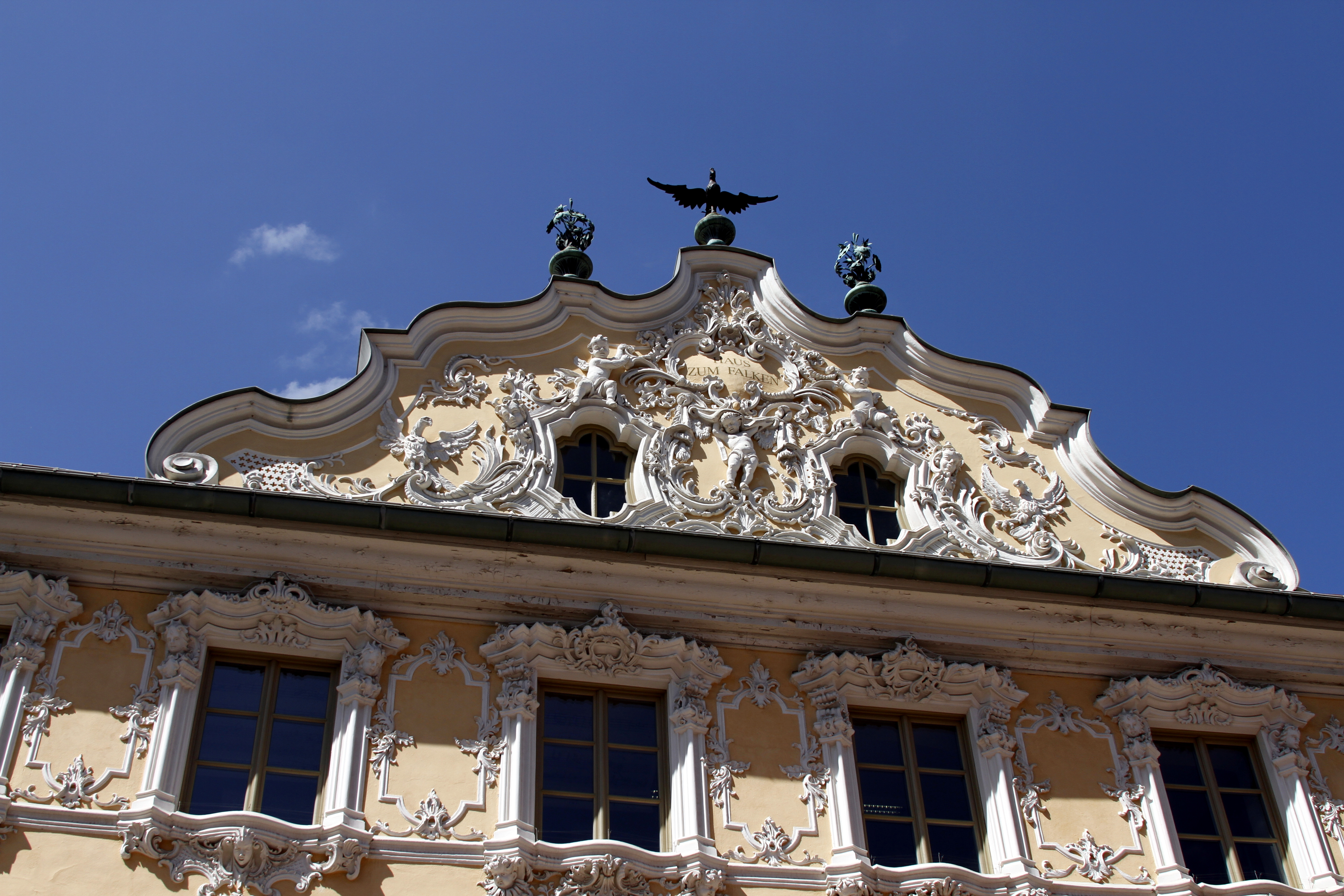
Le pignon au faucon

Construit au début du XVIIIe siècle, cette maison est achetée par l'aubergiste Franz Thomas Meißner en 1735 pour en faire une auberge. Sa veuve fait élever en 1751 une façade rococo à trois pignons.
Durant le XIXe siècle, le bâtiment de trois étages accueille une salle de concert et de danse.
La ville de Wurtzbourg achète la maison en 1939. Après le bombardement de Wurtzbourg le 16 mars 1945, la maison a entièrement brûlé et la façade s'est écroulée par endroits. Rudolf Schlick (de), l'architecte chargé de la restauration de Wurtzbourg, décide de sa reconstruction, mais les travaux n'ont pas lieu tout de suite. Début des années 1950, il procède à une restauration d'après les photographies anciennes et selon le Manuel Dehio mais pour un usage contemporain. Depuis 1952, il abrite l'office de tourisme et la bibliothèque de Würzburg (de).
Quelques décennies après, on parle d'en faire un centre commercial. Seule la façade rococo serait préservée. En 1993, la Maison est reconstruite et agrandie alors que la cour est détruite. La Maison du Faucon est à côté de la Chapelle Sainte-Marie, en face d'un centre commercial Kaufhof (de).

## Source, notes et références
1. ↑  « Sehenswürdigkeit - Falkenhaus - Falkenhaus », sur wuerzburg.de (consulté le 10 avril 2023).

- (de) Cet article est partiellement ou en totalité issu de l’article de Wikipédia en allemand intitulé « Falkenhaus » (voir la liste des auteurs).